# Nisída Remmatonísi
Nisída Remmatonísi är en ö i Grekland.   Den ligger i prefekturen Kykladerna och regionen Sydegeiska öarna, i den sydöstra delen av landet, 160 km sydost om huvudstaden Aten.
Terrängen på Nisída Remmatonísi är varierad. Öns högsta punkt är 6 meter över havet. 